# 通識小學堂
《通識小學堂》（英語：Q&A Lessons）是香港亞洲電視一個兒童節目，節目由2009年10月5日起首播，每集大約30分鐘（連廣告），以高清模式製作。此節目接替同類型兒童節目《媽媽不懂的事》，於2014年9月被《我們這一班》所取代。
2010年2月8日起，此節目得到商品冠名贊助，在香港兒童節目界實屬罕見。首個贊助商為衍生行有限公司旗下產品，2月8日至4月30日以聰明仔狀元茶冠名，由5月3日起則以七星茶冠名，故稱《衍生七星茶特約：通識小學堂》，至2011年6月為止。
亞洲電視配合香港股票市場延長交易時間，由2011年3月7日起更改星期一至五日間節目的播映時間。從當天起，本港台的播映時間由原來下午4時15分提前至4時正播出，亞洲高清台則為下午5時正。另外，亞洲高清台從該年5月2日起更名為亞洲台，不再播映本港台即日的資訊節目。
2011年7月4日起，本節目進行了首次大革新，主要加入新主持，製作新片頭，並加插外景及新環節，帶給觀眾新感覺。
2014年7月7日至8月29日期間，為配合學校暑假假期，節目改名為《通識小學堂之一齊放暑假》。

## 主持人
2009年10月起
- 男主持：伍偉樂（樂哥哥）、黃慶堯（堯堯哥哥）
- 女主持：戚黛黛（黛黛姐姐）[1]、吳嘉星（嘉星姐姐）、林紫君（紫君姐姐）[2]、何卓瑩（Angel姐姐）、張加慧（Karie姐姐）、張紫櫻（車車姐姐）

2011年7月起
- 男主持：伍偉樂（樂哥哥）、吳家寶（家寶哥哥）、黃慶堯（堯堯哥哥）
- 女主持：林紫君（紫君姐姐）、何卓瑩（Angel姐姐）、張加慧（Karie姐姐）、車車（車車姐姐）、李麗珊（珊珊姐姐）

2011年12月起
- 男主持：伍偉樂（樂哥哥）、古卓文（文文哥哥）
- 女主持：林紫君（紫君姐姐）、何卓瑩（Angel姐姐）、張加慧（Karie姐姐）、李麗珊（珊珊姐姐）、陳綺雯（Aki姐姐）

2012年3月起
- 男主持：伍偉樂（樂哥哥）、李志豪（Simon哥哥）、黃文韜（文韜哥哥）
- 女主持：林紫君（紫君姐姐）、李麗珊（珊珊姐姐）

2013年2月8日起
- 男主持：楊正軍（正軍哥哥）、劉子（葱哥哥）、黃文韜（文韜哥哥）、劉兆豐（豐哥哥）、丁瀚良（丁丁哥哥）、李建龍（建龍哥哥）
- 女主持：陳蕾（豹姐姐）、鄭伊娜（伊娜姐姐）、齊蕙盈（Brenda姐姐）[3]、劉晴欣（Phoebe姐姐）[4]、周嘉莉（嘉莉姐姐）
- 前主持：伍偉樂（樂哥哥）、梁景煌（Tommy哥哥）、林紫君（紫君姐姐）、譚杏藍（花姐姐）

## 節目形式
2009年10月起
每集會邀請城中的著名人士以及不同界別的專業人士擔任通識科老師，講解每集專題，亦會接聽小朋友來電，解答疑難。因本節目為錄播，觀眾須先致電或電郵至亞洲電視登記，才會在節目製作時致電觀眾。2011年初，節目部份內容為重播較早前片段，帶觀眾重溫一些有趣資訊。
2011年7月起
每集會就不同主題，由主持人講解相關資訊，亦會邀請城中的著名人士以及不同界別的專業人士擔任通識科老師，接聽小朋友來電，解答疑難。
2011年10月起
節目中的環節「樂哥哥乜都得」、「香港之最」以及「Cooking Carcar」等都因亞視節省開支而被逼腰砍，只餘下「Angel around the world」繼續。節目內也不再邀請名人嘉賓，只邀請小學生和老師介紹發明品和表演。接聽小朋友電話的遊戲環節，亦被刪除。
2012年4月30日起
節目加入全新環節「輕鬆唱詠學英語」，請來嘉賓Harry老師及莫凱謙，於每集最尾會問問題，答對並將答案寄到亞視總台的家庭觀眾有機會獲得<唱詠學英語CD>，每星期名額十五位，4GB USB記憶體，每星期名額一位以及《Easy Grammar for Writing》學習書一套，每星期名額一位。
2012年10月15日起
節目在10月15日起進行改革，加入全新環節:「學藝縱橫」將走訪學界舉辦的大型比賽項目如田徑、體操、朗誦、辯論、數學等，透過這些比賽讓學生展示與生俱來及訓練後的成果，亦可作為其他學生學習的模範，鼓勵他們多參與校外的活動，「學海無涯」將邀請專業教練、裁判及物理治療師等專業人士講解技術及心理質素，讓同學們作為參考之用，盼提高同學們整體表現，「A級教室」將邀請前線教師及導師以具效益及生動的教學手法教授中、英、數、音樂、科學，提升學生學習動機及興趣，從而輕易掌握學科重點及學習竅門，「通識國民教育」邀請前線老師有系統地講解通識國民教育，令同學們能夠深入淺出地了解國民教育，「Let's talk!」歡迎學界中有識之士毛遂自薦或舉薦身邊具才華的人，透過短片記錄其專長，或發表個人心聲。

## 環節
2009年10月起
- 偉大人物小故事
- 論盡都市人
- 課堂小百科
- 名人最啱KID
- 關懷大世界
- 一人一夢想
- Teen Teen愛讀書
- 科學小實驗
- 心理測驗
- 通識遊戲王

2011年7月起
- 課堂小百科
- Teen Teen愛讀書
- 樂哥哥乜都得（伍偉樂主持）
- Funny Magic
- Cooking Car Car（車車主持）
- Angel's World（何卓瑩主持）
- 寵物特工隊
- 香港之最
- 科學小實驗
- 心理測驗
- 名人最啱KID
- 關懷大世界
- 一人一夢想
- 通識遊戲王

2011年12月起
- 課堂小百科
- Teen Teen愛讀書
- Angel's World（何卓瑩主持）[5][6]
- 心理測驗
- 通識成語王

2012年4月30日起
- 心理測驗
- 通識成語王
- 輕鬆暢詠學英語（嘉賓：Harry老師、莫凱謙）
- Teen Teen愛讀書
- 愛心顯魔法
- 創意摺紙班

2012年10月15日起
- 學藝縱橫
- 學海無涯
- A級教室
- 通識國民教育[7]
- Let's talk!

## 爭議
- 2013年5月，一名嘉賓教師在節目內稱中華人民共和國在1999年定五一勞動節為法定假期，及美國在1935年定出每日標準工時為8小時，但這些說法均有誤，事實分別為1949年，及1938年定出每週標準工時為40小時。因而遭到觀眾向通訊事務管理局投訴內容失實，該局裁決為對亞視作出勸喻。[8]
- 2013年10月，公開同性戀者身份的男主持梁景煌控訴被亞視打壓，阻撓他參加一同性戀者選美比賽，亞視助理副總裁冼偉智則表示亞視包容不同性傾向人士，但梁景煌身為兒童節目主持人，不適宜參加該類比賽。[9]

## 播放時段
- 亞洲電視本港台（首播）：星期一至五16:00-16:30
- 亞洲電視本港台（重播）：星期一至五10:15-10:45
- 亞洲電視本港台（重播）：周六版及周日版16:00-16:30 / 09:30-10:00（逢賽馬日）

## 聯絡方法
- 電話：2992 9497
- 電郵：kids@atv.com.hk

## 外部連結
- 亞洲電視節目網頁 - 通識小學堂（2009年）
- 亞洲電視節目網頁 - 通識小學堂（2012年）
- 亞洲電視節目網頁 - 通識小學堂[永久]（2013年）